# 夕暮れに、手をつなぐ
『夕暮れに、手をつなぐ』（ゆうぐれに、てをつなぐ）は、2023年1月17日から3月21日までTBS系「火曜ドラマ」枠で放送された北川悦吏子の脚本によるテレビドラマ。主演はTBSの連続ドラマ初主演となる広瀬すず。

## あらすじ
田舎でのびのびと育った浅葱空豆は、九州弁を話すエネルギッシュで天真爛漫な野生児。久しぶりに会えることを楽しみに、婚約者のいる東京へ向かったが、好きな人が出来たことを理由に別れを切り出される。
やけになった空豆は、海野音と衝撃的な再会を果たす。その音は、冴えない平凡な青年。売れないコンポーザーで終わってしまうかもしれないことに強い不安と諦めを覚えていた。人を好きになれないから、いい曲が書けないのかも知れないと心の片隅では思い始めていた。
気まずくなり九州に帰りたくない空豆と、夢を諦めたくない・愛を知りたい音。
まだ23歳の同年齢の二人は大家の気まぐれによって、同じ屋根の下で生活することになった。

## キャスト

### 主要人物
浅葱空豆（あさぎ そらまめ）〈23〉
演 - 広瀬すず（幼少期：池谷美音、幼児期：室伏凛花）
主人公。宮崎の片田舎で育ったデザイナー志望の女性。婚約者を追って上京するが、一方的に別れを告げられる。
人気ファッションデザイナー・浅葱塔子と天才画家・菱川誠二の間に生まれ、両親のデザインセンスを受け継ぐ。
母・塔子の誘いでパリに渡り、現地でデザイナーとして表彰されるなど成功を収めるが、定期的にデザインを発表しなければいけない環境が水に合わず、才能が潰れると危惧した彼女に帰国させられる。
海野音（うみの おと）〈23〉
演 - 永瀬廉（King & Prince）
DTMやボカロで楽曲制作するコンポーザーとしてメジャーデビューを目指す青年。神戸出身。
セイラが歌唱する「きっと泣く」のMVがバズると、雪平邸からレコード会社が所有するマンションに引っ越す。
パリに渡った空豆と再会するため、セイラとの音楽ユニット「Beat Per Miniute」のメンバー・デカフェとして音楽活動に励み、出場する紅白歌合戦の衣装デザインを空豆に依頼するとともに、今でも彼女が好きな気持ちを告白しキスして想いを遂げる。

### 雪平邸
空豆と音が暮らす下宿先。
雪平響子（ゆきひら きょうこ）
演 - 夏木マリ
家主。元画家で資産家。廃業予定の銭湯を買い取ってオーナーとなり、番台を務める。
雪平爽介（ゆきひら そうすけ）
演 - 川上洋平（［Alexandros］）
響子の一人息子。ニューヨーク在住の起業家だが、一時帰国。

### 大野屋
「雪平邸」の近所にある蕎麦店。
丹沢千春（たんざわ ちはる）
演 - 伊原六花
店員。空豆のアルバイト仲間。
丹沢博（たんざわ ひろし）
演 - 酒向芳
店主。千春の父。響子の幼馴染。

### ユニバースレコード
音が所属する大手レコード会社。
磯部真紀子（いそべ まきこ）
演 - 松本若菜
A&R（アーティストの発掘、育成担当）。音の担当。通称「イソベマキ」。
アリエル
演 - 内田理央
音楽ユニット「ズビダバ」のボーカリスト。「ユニバースレコード」の所属アーティスト。長髪のセクシー系キャラ。
マンボウが引退したため、ショートボブの清楚系キャラにイメチェンし、音との新ユニット「ソイラテ」を結成、ソイを名乗る。
しかし好きなマンボウとの結婚を考え彼の福井の実家に押しかけ、「きっと泣く」のレコーディングをドタキャンする。
マンボウ
演 - 増田貴久
「ズビダバ」のギタリスト。音楽活動中は仮面を付け、素顔を隠している。本名はサトシ。
先の見えない芸能界に怖気づき「ズビダバ」を解散し、福井の実家の家業である眼鏡のツルを作る工場を受け継ぐ。

### アンダーソニア
空豆の憧れるファッションブランド。
久遠徹（くおん とおる）
演 - 遠藤憲一
天才デザイナー。響子とは美大時代の同級生の間柄。周囲からは「テツ」と呼ばれる。大阪の河内長野出身。
空豆のデザインした衣装やコンセプトを彼女に無断でアンダーソニアのパリコレに出品しようとし、空豆にそのことがばれると土下座するが、強引に丸め込む。
葉月心（はづき しん）
演 - 黒羽麻璃央
チーフパタンナー。空豆の理解者で、久遠が空豆のデザインを盗用したことに抗議するも取り合おうとしなかったため、アンダーソニアを辞め、空豆を支えようとする。
空豆と一緒にパリに行きコルザのパタンナーになり、空豆が帰国後もそのまま当地に留まっている。
柾
演 - 小久保寿人（第4話 - ）
スタッフ。久遠が空豆のデザインを無断で拝借すると、アシスタントのデザインをチーフデザイナーが作品として完成させることがファッション業界ではルールと言ってもいいくらいだと空豆に説明する。
香織
演 - 田中真琴（第4話 - ）
パタンナー。新人ながら久遠に優遇される空豆に対抗意識を持つ。

### コルザ
世界的ファッションブランド。フランス語で「菜の花」の意。
浅葱塔子（あさぎ とうこ）
演 - 松雪泰子（特別出演、第3話 - ）
デザイナー。空豆の母親。空豆が幼いころ、パリコレやパリのメゾンで働くチャンスを掴むため、彼女と離別している。
天才画家・菱川誠二と結婚し空豆をもうけるが、空豆が赤ん坊のころ菱川とモデルに駆け落ちされ、彼が40歳のときに死別している。
自分のコレクションを開くための資金の借用に現れた空豆に、コルザのセカンドラインとして、パリコレでコレクションを開催する話を持ち掛ける。

### その他
菅野セイラ（かんの セイラ）
演 - 田辺桃子
音がアルバイトをするカフェで出会う女性。音に「一目ぼれした」と告げ、電話番号が書かれた紙を渡す。
保育士で、公園で園児たちに「いつも何度でも」をライアーを奏でながら歌う姿を目撃した音から「きっと泣く」の歌唱をオファーされ、音楽ユニット「Beat Per Miniute」を結成する。
母親に気持ち悪いと虐待され衝動からリストカットしており、「きっと泣く」のMV撮影時にリストカットの跡がバレるのではないかと不安になり過呼吸となるが、空豆の準備したリストバンドを付けて克服する。
同性愛者で空豆のことが好きであったが、思いが通じなかったため、空豆が葉月と交際していると音に嘘をつき、当てつけで空豆にフラれた自分は気持ち悪いかと音に泣きつき、彼に抱擁される様子を空豆に見せつける。後にパリから帰国した空豆に、空豆が葉月と交際していると音を騙し、自分は音とは交際していないと告白し謝罪する。
矢野翔太（やの しょうた）
演 - 櫻井海音（幼少期：高木波瑠）
空豆の幼馴染で婚約者。IQ140の天才。宮崎の大学を卒業後、上京して起業する。
高校時代、空豆に指輪を渡しプロポーズしていたが、東京にやってきた彼女に「好きな人が出来た」と別れを切り出す。
七海
演 - 横田真悠
翔太の交際相手。
浅葱たまえ（あさぎ たまえ）
演 - 茅島成美
空豆の祖母。ファッションデザイナーの夢のために空豆を預けた娘の塔子とは絶縁状態。

### ゲスト

#### 第1話
子ども
演 - 松野晃士
宮崎発東京行きの夜行バスで空豆の隣のシートに座る男の子。爆睡する空豆の口の中に蜘蛛の形をしたグミを入れる。
運転手
演 - 白畑真逸
宮崎発東京行きの夜行バスの運転手。爆睡して東京に到着しても起きない空豆を起こす。
受付
演 - 黒澤はるか
パレスタワーホテルの受付。一泊35万円の部屋で宿泊しようとする空豆を怪しがる。
ウェイター
演 - 久保田かずのぶ（とろサーモン）
パレスタワーホテル内の中華料理店のウェイター。
のりこ
演 - 上地春奈（第2話・第3話・最終話）
空豆の叔母。たまえの娘。
みゆき
演 - 岡林愛
空豆の親戚。

#### 第2話
工事業者
演 - オラキオ
宮崎の実家のエレベータ設置費用300万円を来月までに入金するよう、空豆に電話連絡する。
港区女子のモデル
演 - 山下美月（乃木坂46）
千春が港区女子を目指して婚活を行ってはどうかと空豆に提案。その際に港区女子の例として紹介した「東京カレンダー 2023年1月号」の表紙のモデル。

異業種交流会の参加者
演 - 才川コージ、大津尋葵、渡辺潤、乙木勇人、髙石明日香、緒方ありさ
爽介が空豆を誘った異業種交流会という名目の婚活パーティーの参加者たち。
親子
演 - 木村悠里、磯村アメリ
異業種交流の会場の外にいた母親とその娘。母親がコンタクトレンズのズレを直しいる間、空豆は娘とボールで遊ぶ。

#### 第3話
編集者
演 - 佐藤みゆき
塔子にインタビューする雑誌編集者。
付き人
演 - 玉井らん（第4話）
塔子の付き人。

#### 第4話
ジェシー
演 - 馬場徹
空豆が一目ぼれしたドレスがディスプレイされていたブティック「オスカー・デ・ラ・レンタ」の店員。
熱心にドレスを見ていた空豆にそのドレスを試着させる。

#### 第5話
ゴスロリシンガー
演 - 風見和香
ゴスロリファッションの歌手志望の女性。スポンサーの娘でイソベマキがデビューの事実だけを作るのに音の楽曲を唄わせようとするが、素人に勝負曲「きっと泣く」を歌わせたくないと音は激怒し、曲を引き上げる。
真子
演 - 馬場園梓
磯部の大学時代からの友人であるシンガー。ゴスロリシンガーに音の勝負曲「きっと泣く」を唄わせることを阻止するため、ユニバースレコードの社長の前で歌唱してもらい、曲をアピールする。
ファストファッションバイヤー
演 - 津田篤宏

#### 第6話
犀賀涼平（さいが りょうへい）
演 - 大友康平
有名俳優。アンダーソニアのクライアントで久遠の友人。病気を患い、車椅子生活を強いられている。宮崎出身。
レコーディングディレクター
演 - 増田雄二
「きっと泣く」のレコーディングに現れないソイ（アリエル）が逃げたのではないかとぼやく。

#### 第7話
撮影監督
演 - 馬上亮
「きっと泣く」のMV撮影で、空豆がデザインしたおはじきのボタンがアクセントのセイラの衣装にOKを出す。

#### 第8話
ナタリー
演 - Kristina P
空豆がデザイナーデビューを飾ったファッションショウの外国人モデル。
真壁
演 - 奥村アキラ
アンダーソニアに出入りする生地屋。生地見本を搬入にデザイン事務所を訪れる。

#### 第9話
淀橋美代
演 - アンミカ
「日本のアナ・ウインター」と呼ばれる日本ファッション界の有名人。
アンダーソニアを辞めた空豆にハーローズはスポンサーに付いてくれないが、自前で500万円ほど準備して勝手にコレクションを発表する分には問題ないと教える。

#### 最終話
司会者
演 - 日比麻音子（TBSアナウンサー）
「Beat Per Miniute」が紅白歌合戦へ初出場する発表記者会見の司会者。
「Beat Per Miniute」のファン
演 - 日下玉巳、岡林愛
「Beat Per Miniute」福岡公演の会場へ移動する際、空豆にぶつかり、彼女が手にしていたコーヒーをこぼさせてしまう。
「Beat Per Miniute」の事務所スタッフ
演 - 周本絵梨香
音の招待で「Beat Per Miniute」福岡公演に訪れた空豆を、音の託けでライブ終了後の打ち上げに案内するが、彼女に帰られてしまう。
小林
演 - ムーディ勝山
「Beat Per Miniute」福岡公演のイベントプロモーター。

## スタッフ
- 脚本 - 北川悦吏子
- 音楽 - 眞鍋昭大[44]
- 主題歌 - ヨルシカ「アルジャーノン」（Polydor Records）[45]
- エンディング曲 - King & Prince「Life goes on」（Johnnys' Universe）[46]
- 演出 - 金井紘（storyboard）、山内大典（共同テレビ）、淵上正人（共同テレビ）[31]
- エンディングディレクター - 池田大[46]
- エンディングプロデューサー - 山下裕太
- エンディング振付 - Oguri（s**t kingz）[47]
- 音楽監修 - 山﨑吉史
- 劇中制作曲 - 松室政哉[48]
- コーディネート協力 - 川口祐子
- 劇中衣装デザイン - 藤本大輔
- ファッション監修 - 宮井雅史
- 音楽コーディネーター - 溝口大悟、笹原綾
- ピアノ監修 - 野上剛[49]
- DTM監修 - 石山惠之亮
- 演奏監修 - 大川修治[50]
- 絵画指導 - 三好大和
- 方言指導 - 岡林愛[20]、山下由奈[51]
- 台本デザイン - 竹内高[52]
- プロデューサー - 植田博樹[53]、関川友理[53]、橋本芙美（共同テレビ）[53]、久松大地（共同テレビ）[53]
- 編成 - 三浦萌[53]
- 制作協力 - 共同テレビジョン[53]
- 製作著作 - TBS

## 放送日程
| 話数                                                                        | 放送日  | サブタイトル                                       | 演出     | 視聴率 |
| --------------------------------------------------------------------------- | ------- | -------------------------------------------------- | -------- | ------ |
| 第一話                                                                      | 1月17日 | 出逢い。青春を思う時、なぜ人は切なくなるのだろう。 | 金井紘   | 8.0%   |
| 第二話                                                                      | 1月24日 | まさかの恋が、始まった!                            | 金井紘   | 6.6%   |
| 第三話                                                                      | 1月31日 | いつか、この夢が咲く。                             | 金井紘   | 5.9%   |
| 第四話                                                                      | 2月07日 | 秘密のキス                                         | 山内大典 | 6.2%   |
| 第五話                                                                      | 2月14日 | 私たちの正しい距離                                 | 金井紘   | 6.3%   |
| 第六話                                                                      | 2月21日 | 君が好き                                           | 山内大典 | 5.9%   |
| 第七話                                                                      | 2月28日 | 別れに、手をつなぐ                                 | 山内大典 | 6.0%   |
| 第八話                                                                      | 3月07日 | 愛を失くす                                         | 金井紘   | 5.4%   |
| 第九話                                                                      | 3月14日 | 本当にさよならだ。                                 | 淵上正人 | 5.9%   |
| 最終話                                                                      | 3月21日 | 音の消えた世界                                     | 金井紘   | 6.4%   |
| 平均視聴率 6.3%（視聴率はビデオリサーチ調べ、関東地区・世帯・リアルタイム） |         |                                                    |          |        |

- 初回は22時 - 23時12分の15分拡大放送[46]。

## スピンオフドラマ
「『日本一の夕暮れを、大切な人と観に行くドライブって、エモくない？』Sponsored by 日産自動車」（にほんいちのゆうぐれを たいせつなひととみにくドライブって エモくない）のタイトルで、2023年2月7日の本編第4話放送終了後から「TVer」でオリジナルストーリーを配信中。本編に登場するそば店「大野屋」の店主・丹沢博と看板娘の千春が日産のアリアに乗って夕暮れのドライブに繰り出す設定で、特別な日の車内だからこそ話せる、親子の会話を描き出す。

### キャスト（スピンオフドラマ）
- 丹沢博 - 酒向芳
- 丹沢千春 - 伊原六花

#### ゲスト（スピンオフドラマ）
第1話
謎の男 - 小栗基裕（第2話）

### スタッフ（スピンオフドラマ）
- 原作 - 『夕暮れに、手をつなぐ』脚本：北川悦吏子
- 脚本 - 飯野陽子
- 音楽 - 眞鍋昭大
- 演出 - 淵上正人
- プロデューサー - 植田博樹、関川友理
- 制作・著作 - TBS

### 配信日程
| 各話   | 配信日  | サブタイトル                          |
| ------ | ------- | ------------------------------------- |
| 第1話  | 2月07日 | 日本一の夕暮れを観にドライブに行こう! |
| 第2話  | 2月14日 | お父さん、話したいことがある…         |
| 第3話  | 2月21日 | 娘の手作り弁当                        |
| 第4話  | 2月28日 | 日本一の夕暮れ                        |
| 最終話 | 3月07日 | 眠れん！眠れん！眠れん！              |

## コラボレーションドラマ
『ゲトレ夕暮れ大暴れ』（ゲトレゆうぐれおおあばれ）のタイトルで、2023年1月8日より動画配信サービス「Paravi」でオリジナルストーリーが配信中。同年1月期の日曜劇場『Get Ready!』とのコラボレーションで、本作の出演陣は本人役で出演する。

## その他
- 北川は当初、孤独な若者たちが夜に手をつなぐようなイメージで、本作のタイトルを『夜に、手をつなぐ』としていたが、構想段階でヒロインと決めていた広瀬と、その相手役に永瀬を起用することを決めると、二人のイメージは『夜』ではなく『夕暮れ』と感じたことから、現在のタイトルに変更し、ストーリーも暗い話から大幅に変更したと制作記者会見で明かしている[59][60]。
- 1月27日から2月5日まで、タリーズコーヒーにて、劇中に登場する音がアルバイトするカフェ「TOMIGAYA COFFEE」の看板メニュー「メープルキャラメルマキアート」がタイアップ商品として実際に販売された[61]。その後、3月10日から同月19日には「TOMIGAYA COFFEE」のもう1つの看板メニュー「キャラメルカフェグラニータ」が実際に販売され、併せて「メープルキャラメルマキアート」の復活販売も実施された[62]。
- 最終話に登場した架空の駅「博多中央駅」がTwitterのトレンド入りを果たした[63]。